# Prisma triangular
En geometria, un prisma triangular és un prisma de tres cares; és un políedre compost d'una base triangular, una còpia translacionada d'aquest, i tres cares que n'ajunten les arestes corresponents. Un prisma triangular recte té els costats rectangulars; altrament, es tracta d'un prisma oblic. Un prisma triangular uniforme és un prisma triangular recte amb bases equilaterals i costats en forma de quadrats.

## Àrea

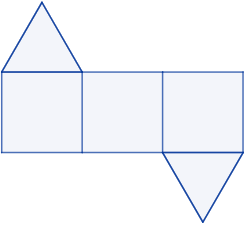
Desenvolupament pla d'un prisma triangular (uniforme).

L'àrea d'un prisma triangular recte d'altura {\displaystyle h} les bases del qual són triangles equilàters de costat {\displaystyle L} és
{\displaystyle A=L\cdot \left(3h+{\frac {L{\sqrt {3}}}{2}}\right)}
Si les bases són triangles de costats {\displaystyle a}, {\displaystyle b} i {\displaystyle c} amb semiperímetre {\displaystyle s} l'àrea és
{\displaystyle A=2sh+2{\sqrt {s(s-a)(s-b)(s-c)}}}

## Volum
El volum d'un prisma triangular (recte o oblic) d'altura {\displaystyle h} les bases del qual són triangles equilàters de costat {\displaystyle L} és
{\displaystyle V={\frac {hL^{2}{\sqrt {3}}}{4}}}
Si les bases són triangles de costats {\displaystyle a}, {\displaystyle b} i {\displaystyle c} amb semiperímetre {\displaystyle s} el volum és
{\displaystyle V=h{\sqrt {s(s-a)(s-b)(s-c)}}}